# Сборная Намибии по регби
Сборная Намибии по регби (англ. Namibia national rugby union team) — национальная команда, представляющая Намибию на соревнованиях высшего уровня. Вторая по силе и достижениям сборная в Африке после ЮАР. Относится World Rugby к командам второго яруса, то есть к сильным сборным, но уступающим лучшим командам мира. Проводит домашние матчи в Виндхуке на «Стадионе имени Хаге Гейнгоба», который вмещает около 10 тысяч человек.
Сборная Намибии с 1999 года участвует в финальных стадиях чемпионата мира по регби, однако ни разу не выигрывала матчей на этом турнире. Наилучшим результатом на мировых первенствах стало одно очко в 2015 году, когда намибийцы получили бонусный балл за поражение сборной Грузии с разницей менее 7 очков. Команда семь раз становилась обладательницей Кубка Африки, больше чем кто-либо другой, и один раз Кубка наций.
Была образована в 1990 году, почти сразу после обретения Намибией независимости. Управляется Намибийским регбийным союзом. Игроки национальной команды традиционно выступают в голубых регбийках, а самое распространённое прозвище сборной Намибии — «Вельвичии». Раньше сборная также носила неофициальное название «Билтонгбуры» (англ. Biltongboere), однако в 2007 году это название было признано расистским и больше не используется.

## История

### Колониальный период (1916—1990)
Регби появилось в Намибии в 1916 году, через два года после того, как когда солдаты Южно-Африканского Союза захватили колонию Германская Юго-Западная Африка. Тогда в Виндхуке собрались девять человек и приняли решение о создании Дамаралендского регбийного союза. В том же году был основан и первый регбийный клуб на территории колонии — «Юнайтед». Первые два матча команды были сыграны футбольным мячом, регбийный же был доставлен из Кейптауна только к третьей игре. В последующие десятилетия сборная Дамаралендского регбийного союза, в которую набирались игроки из всё увеличивавшегося количества местных команд, совершила три турне в Южную Африку в 1925, 1929 и 1951 годах. Кроме того, колонию посетили и несколько южноафриканских команд — студенты Стеленбосского университета в 1936 и Кейптаунского университета в 1938 годах.
В 1952 году Дамаралендский регбийный союз был переименован в Регбийный союз Юго-Западной Африки и сборная региона отправилась на юг континента, где сыграла три матча местными провинциальными командами. Спустя два года команда впервые приняла участие в Кубке Карри, южноафриканском провинциальном чемпионате. В первом матче намибийцы, выбравшие в качестве эмблемы изображение зебры на красном фоне, сыграли со сборной Северного Трансвааля, которой проиграли со счётом 3:24. В 1955 году намибийские регбисты провели первый официальный международный матч. Соперниками стали «Британские львы», которые проводили тогда одно из своих южноафриканских турне. Хозяева проиграли со счётом 0:9. Впоследствии британцы ещё три раза посещали колонию и каждый раз выходили победителями, хотя во встрече 1974 года сборная Юго-Западной Африки была близка к победе, проиграв со счётом 16:23.

### Вторая сборная континента (1990—2010)
Весной 1990 года Намибия провозгласила свою независимость. Основанный в марте того же года Намибийский регбийный союз не успел подать заявку на чемпионат мира, который стартовал в октябре 1991 года и пропустила турнир. Свой первый матч, окончившийся победой над сборной Замбии со счётом 33:18, «Вельчивии» сыграли 24 марта 1990 года. В 1993 году намибийцы попали в отборочный турнир на чемпионат мира 1995. Сборная уверенно заняла первое место на групповом этапе первого раунда, по разу обыграв Зимбабве, Кению и сборную Арабского залива. Во втором раунде команда не была столь успешна и уступила право сыграть на всемирном первенстве ивуарийцам.
Впервые на чемпионат мира «Вельвичии» попали в 1999 году. В финальном квалификационном раунде, прошедшем в марокканском Рабате, регбисты сумели обыграть всех соперников, в том числе взять реванш над сборной Кот-д’Ивуара. За несколько месяцев до турнира в команде случился расистский скандал — намибийские клубы и часть общественности обвинили главного тренера Йохана Вентера в игнорировании темнокожих спортсменов, из-за чего тот покинул свой пост, а участие сборной в турнире некоторое время находилось под вопросом. Тем не менее «Вельвичии» уладили внутренние разногласия и сыграли на своём дебютном чемпионате мира, однако их выступление не было успешным. Команда попала в группу С и последовательно проиграла всем своим соперникам — Фиджи (67:18), Франции (47:13) и Канаде (72:11). Впрочем, в общем зачёте намибийцы не стали самыми худшими — они обошли итальянцев по разнице очков.
В 2000 году сборная Намибии впервые приняла участие в новом континентальном турнире — Кубке Африки. Первого успеха в соревновании «Вельвичии» добились спустя два года. В том розыгрыше Кубок Африки был ещё и решающим этапом отбора на чемпионат мира 2003. В двухматчевом финале намибийцы встретились со сборной Туниса и одержали победу лишь по дополнительным показателям — счёт после двух встреч был 33:33, но регбисты из Намибии занесли больше попыток и попали на всемирное первенство. На чемпионате мира сборная Намибии была определена в группу А вместе с хозяевами турнира сборной Австралии, а также Аргентиной, Ирландией и Румынией. Перед чемпионатом атмосферу в команде вновь испортили внутренние разногласия. Ассистент тренера Пол Каплан и двое защитников, Риан ван Вейк и Винсент Дрейер, покинули команду на последнем сборе в знак протеста против используемой главным тренером Дейвом Уотерманом тактики, а также из-за его постоянного отсутствия в стане национальной команды. На самом же чемпионате Уотерсон был оштрафован организаторами за нелестные отзывы в своих интервью о судьях соревнования. Эти события не помогли «Вельвичиям» по ходу турнира — как и за четыре года до этого, они потерпели поражение во всех матчах, в том числе австралийцам со счётом 142:0, что стало самым крупным «сухим» поражением в истории чемпионатов мира. В общем зачёте сборная Намибии заняла последнее, двадцатое место, заработав всего 28 очков при 310 пропущенных.
В 2004 году намибийцы во второй раз завоевали Кубок Африки. В финале против сборной Марокко «Вельвичии» одержали победу со счётом 39:22. Однако африканским болельщикам матч запомнился по другим причинам. Марокканцы избрали на поле крайне агрессивную тактику, из-за чего во время игры несколько раз вспыхивали драки. Во второй половине встречи двое игроков сборной Намибии, фланкер Шалк ван дер Мерве и лок Йоан Терон, были вынуждены покинуть поле из-за разбитых лиц, всего же за матч судья показал 2 красные и 4 жёлтые карточки. Через два года «Вельвичии» в третий раз подряд квалифицировались на чемпионат мира, без особых проблем обыграв в финале марокканцев (52:15 по сумме двух матчей). Тем не менее в сборной снова не обошлось без скандала. Летом 2007 Йохан Вентер, вновь занявший должность главного тренера, отказался присутствовать на торжествах по случаю прибытия в Намибию Кубка Уэбба Эллиса, организованного французским посольством, и был уволен, вместо него руководителем стал ассистент Хаккис Хассельман. В сборную были вызваны игроки разного уровня — помимо профессионалов, принимавших участие в южноафриканском Кубке Карри, присутствовали и любители, имевшие основной заработок вне регби. Перед турниром Международный совет регби принял решение поддержать малые сборные и выделил командам Грузии, Португалии и Намибии по сто тысяч фунтов на покрытие расходов, которые распределились приблизительно по две тысячи на игрока.
На чемпионате мира «Вельвичии» попали в одну группу с Аргентиной, Францией, Ирландией и Грузией. И, хотя перед состязанием намибийцы поставили перед собой скромные задачи — обыграть грузин и не допустить полнейшего разгрома в матчах с остальными — выполнить их не удалось. Сборная достойно смотрелась в первой игре группового этапа против ирландцев — «зелёные» установили окончательный счёт 32:17 в свою пользу лишь на последних минутах, пропустив во второй половине встречи две попытки. За этим выступлением последовали два разгрома от французов(87:10) и аргентинцев (63:3). В последнем матче, который обещал «Вельвичиям» возможность первой победы на чемпионатах мира, Намибия потерпела поражение от Грузии со счётом 30:0.
В 2009 году сборная Намибии вновь стала триумфатором Кубка Африки, который как и семь лет назад обеспечивал попадание на чемпионат мира. В полуфинале «Вельвичии» разгромили ивуарийцев 54:14, занеся 7 попыток. 29 очков в том матче заработал фулбэк Хрисандер Бота, помимо прочего ставший автором двух попыток. В финале Намибия встретилась в двухматчевом противостоянии с Тунисом. В этих встречах также был свой герой — им стал флай-хав Эмиль Весселс, который заработал 17 очков и позволил команде выиграть 40:23 по сумме встреч.

### Современность (с 2010 года)
К чемпионату мира 2011 года сборная Намибии начала готовиться за полтора года до его старта. Намибийский регбийный союз достиг соглашения с Южноафриканским и команда «Вельвичиас», состоявшая преимущественно из игроков сборной, на протяжении двух сезонов играла в Кубке Водаком, втором после Кубка Карри провинциальном турнире ЮАР. В 2010 году намибийцы выиграли лишь один матч из шести, а в 2011 — свели один матч вничью при семи поражениях. Тем не менее, эти матчи дали регбистам регулярную игровую практику и укрепили связи между лидерами сборной. Кроме того, в 2010 году сборная Намибии стала победителем Кубка наций, турнира, созданного Международным советом регби для повышения уровня малых сборных. «Вельвичии» не проиграли ни одного матча, последовательно выиграв все равные по силе команды — Грузию, Румынию и вторую сборную Шотландии.
Капитаном сборной на турнире был назначен фланкер Жак Бургер, в 2011 году ставший чемпионом Англии и названный лучшим игроком клуба. Намибийцам не повезло уже при жеребьёвке — они попали в своеобразную «группу смерти» к Уэльсу, ЮАР, которая защищала титул, и двум сильнейшим «островным сборным» — Самоа и Фиджи. В первом матче «Вельвичии» встретились с «Летучими фиджийцами», и, несмотря на поражение 49:25, сумели удивить специалистов и болельщиков своей неплохой игрой, а Тёнс Котзе забил три дроп-гола, что стало одним из лучших результатов в истории чемпионатов мира. В следующих матчах сборная Намибии практически не сумела оказать сопротивления соперникам, проиграв самоанцам 49:12, «Спрингбокс» 87:0 и валлийцам 81:7.
В 2014 году Кубок Африки в очередной раз стал финальным этапом квалификации сборных континента. В дивизионе 1А «Вельвичии» встретились со сборными Кении, Зимбабве и Мадагаскара. Последней и решающей встречей стала игра с мадагаскарцами, в которой сборная Намибии выиграла с разгромным счётом 89:10 и по разнице мячей заняла в дивизионе первое место, отобравшись на мировое первенство. В очередной раз «Вельвичии» подтвердили свой статус второй команды Африки в турнире 2015 года, который прошёл за несколько месяцев до чемпионата мира. Они обыграли всех своих соперников, а в последнем матче разгромили сборную Зимбабве. Подготовка к турниру также включала в себя участие в Кубке Водаком, где команда выиграла одну встречу из семи.
На чемпионате мира 2015, как и четыре года назад, капитаном команды был назначен Жак Бургер, для которого это был уже третий чемпионат мира в карьере. Незадолго до турнира с поста главного тренера ушёл Дани Вермёлен, обвинивший Намибийский регбийный союз в отсутствии поддержки и расистских утверждениях в адрес тренера. Его место занял бывший игрок сборной Уэльса Фил Дэвис, до этого занимавший должность ассистента. «Вельвичии» попали в группу С вместе с Новой Зеландией, которая, как и ЮАР за четыре года до этого, защищала титул, Аргентиной, Тонга и Грузией. У намибийцев не было ни малейшего шанса во встречах с «Олл Блэкс» (58:14) и «Пумами» (64:19), однако в двух других матчах они показали, что прогрессируют от турнира к турниру. В игре с Тонга, закончившейся поражением 35:21, намибийцы занесли рекордные для себя три попытки. А в матче с грузинами сборная Намибии была наиболее близка к своему первому успеху, но проиграла с минимальной разницей — 16:17 — и заработала своё первое очко на чемпионатах мира, а Тинус дю Плесси был признан игроком матча. Впрочем, не обошлось и без плохих новостей — уже на 9 минуте из-за сотрясения мозга поле покинул капитан Жак Бургер.
В 2016 году сборная Намибии стала шестикратным победителем Кубка Африки, а также заняла третье место в Кубке наций. С того же года «Вельвичии» вновь принимают участие в Кубке Карри, однако их дебют не был удачным — они проиграли все матчи и заняли последнее место в первом дивизионе турнира. В следующем сезоне матчами Кубка Африки начался отбор на чемпионат мира 2019. «Вельвичии» приняли участие в высшем дивизионе турнира и без особых проблем обыграли всех своих соперников, каждый раз зарабатывая бонусные очки за атакующую игру. Решающий матч первенства прошёл в Виндхуке, где намибийцы разгромили соперников из Кении со счётом 45:7, тем самым в четвёртый раз подряд завоевав континентальный трофей
Помимо выступлений в Кубке мира и Кубке Африки, сборная Намибии (преимущественно второй состав) выступает как клуб «Вельвичиас» (или «Виндхук Дроут Вельвичиас») в таких клубных соревнованиях ЮАР, как Кубок Карри, Кубок Vodacom (до 2015) и Регби Челлендж (с 2015, вместо Кубка Vodacom).

## Форма и символы
Сборная Намибии традиционно выступает в синих регбийках, технический спонсор команды — новозеландская компания Canterbury. На эмблеме сборной изображён орлан-крикун, птица, которая обитает на всей территории Чёрной Африки. Официальное прозвище сборной — «Вельвичии», в честь вельвичии удивительной, пустынного растения, которое произрастает на юге Анголы и большой части Намибии. Оба этих символа являются национальными и присутствуют на гербе страны.
Другое прозвище команды — «Билтонгбуры». Оно происходит от названия популярного в Намибии и ЮАР вида мяса билтонга, национального блюда буров, белого населения этих двух стран. В 2007 году Намибийский регбийный союз осудил использование этого прозвища, усмотрев в нём связь с режимом апартеида. Глава регбийного союза страны Кристо Александер так прокомментировал заявление органа:

В нашей команде нет «буров», мы — сборная, за которую выступают игроки разного происхождения, но все они были выбраны, исходя из их достоинств. Они все теперь «Вельвичии».
Оригинальный текст (англ.)We don't have 'boere' in the national team, but a national team which is representative of players with diverse backgrounds and who are selected on merit. They are all called the Welwitschias.

Несмотря на это заявление, некоторые западные СМИ до сих пор продолжают называть сборную Намибии «Билтонгбурами».
Домашняя форма сборной Намибии на чемпионатах мира
| ЧМ 1999 | ЧМ 2003 | ЧМ 2007 | ЧМ 2011 | 2014 | ЧМ 2015 | ЧМ 2019 |

Гостевая форма сборной Намибии на чемпионатах мира
| ЧМ 2003 | ЧМ 2007 | ЧМ 2011 | 2014 | ЧМ 2015 | ЧМ 2019 |

## История выступлений

### Кубок Африки
Сборная Намибии регулярно выступает в Кубке Африки с момента его создания в 2000 году (за исключением 2010 и 2012 годов, когда «Вельвичии» отказались участвовать в соревнованиях). Намибийцы становились обладателями кубка 7 раз, ещё дважды проигрывали в финале плей-офф. Тотальное доминирование в первенстве в 2014—2017 годах закрепило за сборной статус второй на континенте после «Спрингбокс».
| Выступления сборной Намибии на Кубках Африки | Выступления сборной Намибии на Кубках Африки | Выступления сборной Намибии на Кубках Африки | Выступления сборной Намибии на Кубках Африки | Выступления сборной Намибии на Кубках Африки | Выступления сборной Намибии на Кубках Африки | Выступления сборной Намибии на Кубках Африки | Выступления сборной Намибии на Кубках Африки | Выступления сборной Намибии на Кубках Африки | Выступления сборной Намибии на Кубках Африки | Выступления сборной Намибии на Кубках Африки | Выступления сборной Намибии на Кубках Африки |
| Победитель                                   | Победитель                                   | Победитель                                   | Победитель                                   | Победитель                                   | Победитель                                   | Финалист                                     | Финалист                                     | Финалист                                     | Финалист                                     | Финалист                                     | Финалист                                     |
| -------------------------------------------- | -------------------------------------------- | -------------------------------------------- | -------------------------------------------- | -------------------------------------------- | -------------------------------------------- | -------------------------------------------- | -------------------------------------------- | -------------------------------------------- | -------------------------------------------- | -------------------------------------------- | -------------------------------------------- |
| 2002, 2004, 2008/09, 2014, 2015, 2016, 2017  | 2002, 2004, 2008/09, 2014, 2015, 2016, 2017  | 2002, 2004, 2008/09, 2014, 2015, 2016, 2017  | 2002, 2004, 2008/09, 2014, 2015, 2016, 2017  | 2002, 2004, 2008/09, 2014, 2015, 2016, 2017  | 2002, 2004, 2008/09, 2014, 2015, 2016, 2017  | 2003, 2006                                   | 2003, 2006                                   | 2003, 2006                                   | 2003, 2006                                   | 2003, 2006                                   | 2003, 2006                                   |
| И                                            | В                                            | Н                                            | П                                            | Победы %                                     | О+                                           | О-                                           | О±                                           | Поп.                                         | Р                                            | Ш                                            | ДГ                                           |
| 45                                           | 35                                           | 9                                            | 1                                            | 77.78                                        | 1816                                         | 830                                          | +986                                         | 250                                          | 184                                          | 64                                           | 2                                            |

### Чемпионаты мира
Сборная Намибии выступала на пяти чемпионатах мира подряд, начиная с 1999 года, что утвердило её как вторую сборную Африки после ЮАР. «Вельвичиям» принадлежат несколько антирекордов турнира — самое крупное «сухое» поражение (142:0 от сборной Австралии в 2003 году), наибольшее количество пропущенных в одном матче попыток (тогда же) и наибольшее количество матчей без побед (19). Наиболее близки к победе намибийцы были в 2015 году, когда уступили сборной Грузии 16:17. В том же матче команда заработала своё первое очко на чемпионатах мира (бонус за поражение с разницей менее 7 очков).
| Чемпионат мира по регби | Чемпионат мира по регби | Чемпионат мира по регби | Чемпионат мира по регби | Чемпионат мира по регби | Чемпионат мира по регби | Чемпионат мира по регби | Чемпионат мира по регби | Квалификационный турнир | Квалификационный турнир | Квалификационный турнир | Квалификационный турнир | Квалификационный турнир | Квалификационный турнир |
| Год                     | Результат               | И                       | В                       | Н                       | П                       | О+                      | О-                      | И                       | В                       | Н                       | П                       | О+                      | О-                      |
| ----------------------- | ----------------------- | ----------------------- | ----------------------- | ----------------------- | ----------------------- | ----------------------- | ----------------------- | ----------------------- | ----------------------- | ----------------------- | ----------------------- | ----------------------- | ----------------------- |
| 1987                    | Не была приглашена      | Не была приглашена      | Не была приглашена      | Не была приглашена      | Не была приглашена      | Не была приглашена      | Не была приглашена      | Не была приглашена      | Не была приглашена      | Не была приглашена      | Не была приглашена      | Не была приглашена      | Не была приглашена      |
| 1991                    | Не участвовала          | Не участвовала          | Не участвовала          | Не участвовала          | Не участвовала          | Не участвовала          | Не участвовала          | Не участвовала          | Не участвовала          | Не участвовала          | Не участвовала          | Не участвовала          | Не участвовала          |
| 1995                    | Не квалифицировалась    | Не квалифицировалась    | Не квалифицировалась    | Не квалифицировалась    | Не квалифицировалась    | Не квалифицировалась    | Не квалифицировалась    | 6                       | 4                       | 1                       | 1                       | 218                     | 104                     |
| 1999                    | Групповой этап          | 3                       | 0                       | 0                       | 3                       | 42                      | 186                     | 5                       | 4                       | 0                       | 1                       | 127                     | 78                      |
| 2003                    | Групповой этап          | 4                       | 0                       | 0                       | 4                       | 28                      | 310                     | 4                       | 3                       | 0                       | 1                       | 197                     | 73                      |
| 2007                    | Групповой этап          | 4                       | 0                       | 0                       | 4                       | 30                      | 212                     | 6                       | 4                       | 0                       | 2                       | 192                     | 96                      |
| 2011                    | Групповой этап          | 4                       | 0                       | 0                       | 4                       | 44                      | 266                     | 4                       | 3                       | 1                       | 0                       | 115                     | 58                      |
| 2015                    | Групповой этап          | 4                       | 0                       | 0                       | 4                       | 70                      | 174                     | 7                       | 5                       | 0                       | 2                       | 289                     | 159                     |
| 2019                    | Групповой этап          | 4                       | 0                       | 1                       | 3                       | 34                      | 175                     | 10                      | 10                      | 0                       | 0                       | 619                     | 133                     |
| 2023                    | Групповой этап          | 4                       | 0                       | 0                       | 4                       | 37                      | 255                     | 5                       | 4                       | 0                       | 1                       | 206                     | 58                      |

### Общие результаты
| Топ-30 рейтинга на 31 октября 2022                  |                |                |       |
| №                                                   | Подъём/падение | Сборная        | Очки  |
| 1                                                   | ▬              | Ирландия       | 90.03 |
| 2                                                   | ▬              | Франция        | 89.41 |
| 3                                                   | ▬              | ЮАР            | 89    |
| 4                                                   | ▬              | Новая Зеландия | 87.64 |
| 5                                                   | ▬              | Англия         | 86.25 |
| 6                                                   | ▲ 3            | Австралия      | 82.08 |
| 7                                                   | ▬              | Уэльс          | 81.28 |
| 8                                                   | ▬              | Аргентина      | 81.21 |
| 9                                                   | ▼ 3            | Шотландия      | 80.51 |
| 10                                                  | ▬              | Япония         | 77.39 |
| 11                                                  | ▬              | Самоа          | 75.75 |
| 12                                                  | ▬              | Фиджи          | 75.08 |
| 13                                                  | ▬              | Грузия         | 74.51 |
| 14                                                  | ▬              | Италия         | 73.29 |
| 15                                                  | ▬              | Испания        | 69.27 |
| 16                                                  | ▬              | Тонга          | 67.79 |
| 17                                                  | ▬              | Румыния        | 66.33 |
| 18                                                  | ▬              | Уругвай        | 65.97 |
| 19                                                  | ▬              | США            | 65.17 |
| 20                                                  | ▬              | Португалия     | 65.08 |
| 21                                                  | ▬              | Чили           | 61.24 |
| 22                                                  | ▬              | Гонконг        | 61.03 |
| 23                                                  | ▬              | Канада         | 60.99 |
| 24                                                  | ▬              | Намибия        | 60.56 |
| 25                                                  | ▬              | Россия         | 58.06 |
| 26                                                  | ▬              | Бельгия        | 55.97 |
| 27                                                  | ▬              | Бразилия       | 57.84 |
| 28                                                  | ▬              | Нидерланды     | 53.69 |
| 29                                                  | ▬              | Польша         | 53.03 |
| 30                                                  | ▬              | Германия       | 52.79 |
| Изменение позиции — по сравнению с 26 сентября 2022 |                |                |       |
| Полный список на сайте World Rugby                  |                |                |       |

Таблица всех международных встреч сборной Намибии с 1990 года (данные актуальны на июнь 2017 года):
| Противник      | Игры | Победы | Поражения | Ничьи | Победы % |
| -------------- | ---- | ------ | --------- | ----- | -------- |
| Австралия      | 1    | 0      | 1         | 0     | 0        |
| Арабский залив | 1    | 1      | 0         | 0     | 100      |
| Аргентина      | 4    | 0      | 4         | 0     | 0        |
| Германия       | 2    | 2      | 0         | 0     | 100      |
| ГДР            | 1    | 1      | 0         | 0     | 100      |
| Гонконг        | 1    | 1      | 0         | 0     | 100      |
| Грузия         | 5    | 1      | 4         | 0     | 20       |
| Замбия         | 2    | 2      | 0         | 0     | 100      |
| Зимбабве       | 31   | 28     | 3         | 0     | 90.32    |
| Ирландия       | 4    | 2      | 2         | 0     | 50       |
| Испания        | 6    | 2      | 4         | 0     | 33.33    |
| Италия         | 3    | 2      | 1         | 0     | 66.67    |
| Канада         | 2    | 0      | 2         | 0     | 0        |
| Кения          | 10   | 8      | 2         | 0     | 80       |
| Кот-д’Ивуар    | 4    | 2      | 1         | 1     | 50       |
| Мадагаскар     | 4    | 3      | 1         | 0     | 75       |
| Марокко        | 7    | 4      | 2         | 1     | 57.14    |
| Новая Зеландия | 1    | 0      | 1         | 0     | 0        |
| Португалия     | 7    | 5      | 2         | 0     | 71.43    |
| Россия         | 5    | 2      | 3         | 0     | 40       |
| Румыния        | 6    | 1      | 5         | 0     | 20       |
| Самоа          | 2    | 0      | 2         | 0     | 0        |
| Сенегал        | 4    | 4      | 0         | 0     | 100      |
| Тонга          | 2    | 0      | 2         | 0     | 0        |
| Тунис          | 10   | 7      | 3         | 0     | 70       |
| Уганда         | 4    | 3      | 1         | 0     | 75       |
| Уругвай        | 1    | 0      | 1         | 0     | 0        |
| Уэльс          | 4    | 0      | 4         | 0     | 0        |
| Фиджи          | 2    | 0      | 2         | 0     | 0        |
| Франция        | 4    | 0      | 4         | 0     | 0        |
| Шотландия А    | 1    | 1      | 0         | 0     | 100      |
| ЮАР            | 2    | 0      | 2         | 0     | 0        |
| Всего          | 143  | 82     | 59        | 2     | 57.34    |

## Игроки

### Текущий состав
Состав команды, сыгравшей в финальном матче Кубка Африки против сборной Кении 29 июля 2017 года:
| Имя                    | Позиция   | Матчи | Клуб                          |
| ---------------------- | --------- | ----- | ----------------------------- |
| Луи ван дер Вестхёйзен | Хукер     | 14    | «Леопардс»                    |
| Оберт Нортье           | Хукер     | 4     | «Вельвичиас»                  |
| Каспер Вивирс          | Проп      | 27    | «Бобиньи»                     |
| Эй-Джей де Клерк       | Проп      | 19    | «Вельвичиас»                  |
| Аранос Кутзее          | Проп      | 14    | «Сентрал Читаз»               |
| Коллен Смит            | Проп      | 13    | «Вельвичиас»                  |
| Руан Людик             | Лок       | 10    | «Мертир»                      |
| Махеписа Тьерико       | Лок       | 7     | «Вельвичиас»                  |
| Макс Катйийеко         | Лок       | 4     | «Вельвичиас»                  |
| Янко Вентер            | Фланкер   | 19    | «Вельвичиас»                  |
| Рохан Китсхофф         | Фланкер   | 35    | «Вельвичиас»                  |
| Кристо ван дер Мерве   | Номер 8   | 5     | «Хэмилтон»                    |
| Виан Конради           | Номер 8   | 10    | «Университет Йоханнесбурга»   |
| Эйгене Янтйис          | Скрам-хав | 60    | «Вельвичиас»                  |
| Дамиан Стевенс         | Скрам-хав | 13    | «Шаркс XV»                    |
| Тёнс Котзе             | Флай-хав  | 38    | «Боланд Кавальерс»            |
| Кливен Лоубсер         | Флай-хав  | 4     | «Шаркс U-19»                  |
| Джей-Си Грейлинг       | Центр     | 21    | «Вельвичиас»                  |
| Юстин Ньюман           | Центр     | 6     | «Северо-Западный университет» |
| Лесли Клим             | Винг      | 5     | «Вельвичиас»                  |
| Йохан Тромп            | Винг      | 33    | «Саутерн Кингз»               |
| Дэвид Филандер         | Винг      | 29    | «Вельвичиас»                  |
| Хрисандер Бота         | Винг      | 48    | «Саутерн Кингз»               |

### Рекорды и факты
- Рекорд по количеству попыток за сборную Намибии принадлежит первому капитану команды Герхарду Мансу, который в 27 матчах сделал 27 заносов[39]. Ему же принадлежат рекорды по количеству попыток в одном матче (6 против сборной Португалии 21 апреля 1990 года) и количеству матчей в качестве капитана (26)[40][41].
- Один из самых успешных регбистов сборной Намибии — Жак Бургер. Он участвовал в трёх чемпионатах мира подряд, на двух из которых был капитаном команды (2011, 2015). В составе «Сарацинов» стал трёхкратным чемпионом Англии (2011, 2015, 2016) и Европы (2016), а в составе «Блю Буллз» — победителем Кубка Карри (2009). Кроме того Бургер и Хуго Хорн[англ.] — рекордсмены «Вельвичий» по количеству матчей на мировых первенствах (11)[42].
- До обретения независимости регбисты Юго-Западной Африки имели право выступать за сборную ЮАР. Наиболее известный регбист, родившийся на территории колонии, но выбравший сборную южного соседа — Перси Монтгомери, который в 2007 году стал лучшим бомбардиром чемпионата мира и до 2008 года удерживал рекорд «Спрингбокс» по очкам и матчам.
- В 2003 году намибиец Руди ван Вюрен[англ.] принял участие в чемпионатах мира по регби и по крикету, став единственным спортсменом, который играл на мировых первенствах по этим видам спорта в один год[43].

## Комментарии
1. ↑  «Спрингбокс» (англ. Springboks, африк. Springbokke) — наиболее распространённое прозвище сборной ЮАР по регби.
2. ↑  «Олл Блэкс» (англ. All Blacks) — наиболее распространённое прозвище сборной Новой Зеландии по регби.
3. ↑  «Пумы» (исп. Los Pumas) — наиболее распространённое прозвище сборной Аргентины по регби.
4. ↑  Официальным хозяином турнира был Уэльс, но некоторые матчи чемпионата также прошли в Англии, Франции, Ирландии и Шотландии.
5. ↑  Официальным хозяином турнира была Франция, но некоторые матчи чемпионата также прошли в Шотландии и Уэльсе.
6. ↑  Официальным хозяином турнира была Англия, но некоторые матчи чемпионата также прошли в Уэльсе.
7. ↑  Один матч был отменён из-за тайфуна Хагибис, автоматически установлен счёт 0:0
8. ↑  Квалификационный турнир состоял из двух розыгрышей Кубка Африки: 2017[англ.] и 2018 годов[англ.].
9. ↑  Количество матчей актуально на 29 июля 2017 года.